# Via Minucia
La via Minucia era una strada consolare costruita, con ogni verosimiglianza, per volontà del console Marco Minucio Rufo nel 110 a.C.. Concepita quale variante alla via Appia, ma rivelatasi presto scarsamente idonea al traffico pesante, rimase comunque in esercizio fino al 108-110 d.C. per essere poi a sua volta rimpiazzata dalla via Traiana.

## Percorso

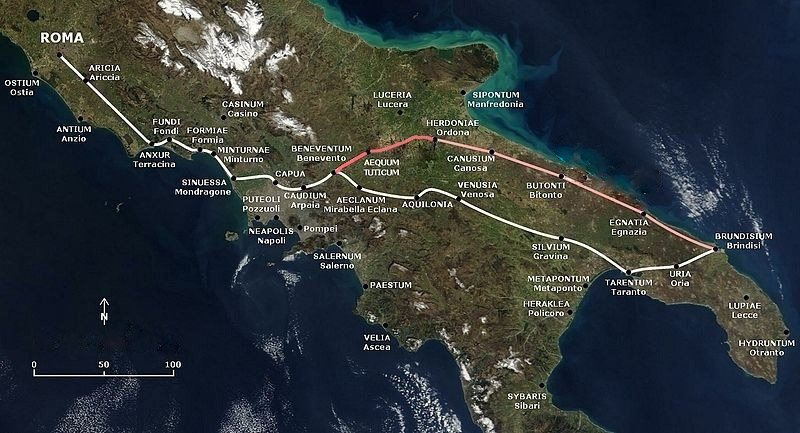
Principali assi stradali in epoca repubblicana: in bianco la via Appia antica; in rosso il probabile tracciato della via Minucia

In passato si era ipotizzato che la strada avesse origine a Corfinio; tuttavia le ricerche più recenti hanno abbandonato tale ipotesi, in quanto l'unico tragitto effettivamente documentato era quello che collegava Benevento a Brindisi. L'itinerario esatto non è comunque conosciuto, anche se è plausibile che il percorso fosse simile a quello della successiva via Traiana (con transito per Aequum Tuticum, Herdonia, Canusium, Butuntum ed Egnatia), salvo alcune differenze di tracciato più o meno significative.
In particolare, è probabile che nel tratto compreso tra Benevento ed Aequum Tuticum (presso cui vi erano una stazione di posta e l'intersezione con la più antica via Aemilia) la via Minucia corresse leggermente più a monte e più a nord della via Traiana; viceversa, tra Αequum Tuticum ed Herdonia la via Minucia doveva seguire una direttrice di fondovalle più meridionale, discendendo cioè la breve ma impervia valle del Cervaro (o, più verosimilmente, la più ampia vallata del Sannoro, affluente sinistro dello stesso Cervaro) anziché varcare i monti della Daunia in altura, come invece sarebbe poi avvenuto per la via Traiana.
Inoltre, nel tratto compreso tra Butuntum ed Egnatia, la via Minucia doveva seguire un itinerario esclusivamente interno, a differenza della via Traiana che invece presentava anche una variante costiera passante per Barium; tuttavia tale città portuale risultava comunque direttamente connessa alla via Minucia per mezzo della via Gellia (attestata da un unico miliario rinvenuto a nord di Modugno), una probabile diramazione dell'Appia proveniente dall'agro di Venusia (non però da Venosa città) oppure da Tarentum, o ancora, secondo altri, una strada a sé stante diretta a Egnatia per via litoranea (quest'ultima ipotesi presupporrebbe però il conteggio a ritroso delle miglia).

## Fonti primarie
Gli autori che nel I secolo a.C. citano espressamente la via Minucia sono Cicerone, Orazio e forse Strabone. Il primo si limita però a un accenno, descrivendo un movimento di truppe a partire dalla lontana regione della Marsica. Il secondo, invece, si chiede se il percorso della via Minucia sia preferibile o meno a quello della via Appia negli spostamenti tra Benevento e Brindisi. In quanto al geografo greco Strabone, egli descrive due strade in uscita da Brindisi e dirette a Benevento, una delle quali (la via Appia) più adatta ai carri, mentre l'altra è definita con l'oscura espressione  ἠ μινοιϰη, da emendarsi a ἡ Μινοιϰία (="Minucia") oppure a ἠ μιονιϰἠ (="mulattiera"); peraltro quest'ultimo termine potrebbe essere comunque riferibile alla via Minucia, poiché è pacifico che in epoca repubblicana tale strada risultasse più celere (richiedendo un giorno in meno di viaggio) ma anche più malagevole rispetto alla via Appia. In effetti le difficoltà logistiche connesse ai collegamenti stradali attraverso l'Appennino meridionale sarebbero state definitivamente risolte soltanto in epoca imperiale mediante la costruzione della nuova via Traiana, nota anche come via Appia Traiana.